# Kristina Bach
Kristina Bach (ur. jako Kerstin Bräuer 7 kwietnia 1962 w Mettmann) – niemiecka piosenkarka, autorka tekstów i producent muzyczny. Dysponuje 3 ½-oktawową skalą głosu.

## Życiorys
Kristina Bach już w wieku 13 lat wygrała swój pierwszy talent show. Później studiowała wokalistykę i taniec, a także grę na fortepianie i gitarze. Dodatkowo uczestniczyła w kursach teatralnych, po których była gospodarzem szeregu programów telewizyjnych. Jej kariera piosenkarska rozpoczęła się na początku lat 80., kiedy to została odkryta. Swój pierwszy singiel Kristina Bach wydała w 1983, a w już 1984 miała swój pierwszy przebój (remake szlagieru Miny Heißer Sand z 1962). Koniec lat 80. to kolejne przeboje piosenkarki i występy telewizyjne. Wielki przełom nastąpił w 1990, kiedy to wylansowala przebój Jeana Frankfurtera Erst ein Cappucino. Wtedy zaczęto mówić o Kristinie Bach jako o jednej z najpopularniejszych niemieckich piosenkarek; wygrała 6 razy z rzędu Deutsche Schlagerparade.
W 1993 Kristina Bach pojawiła się na listach Billboardu z taneczną wersją The Phantom of the Opera, przebój gościł kilka tygodni na Top 20. W 1997 ujrzał światło dzienne kolejny hit piosenkarki Gib’ nicht auf, śpiewany w duecie z Drafi Deutscherem.
Na początku lat 90. Kristina Bach odkryła piosenkarkę Michelle, dla której napisała jej pierwszy przebój. W 1994 artystka uczestniczyła w Deutschen Schlager-Festspielen, zajmując piąte miejsce piosenką Matador, podczas gdy jej protegowana Michelle zajęła drugie miejsce piosenką Silbermond und Sternenfeuer. Inną artystką, którą Kristina Bach odkryła i wylansowała jest Jeanette Biedermann.
Prywatnie Kristina Bach mieszka ze swym partnerem życiowym Peterem Lichtsteinerem w Szwajcarii, w Zurychu.

## Dyskografia

### Single
- 1983 Donna Maria
- 1984 Heißer Sand
- 1985 Allein auf einem Stern
- 1986 Irgendwann ... Hand in Hand
- 1989 Eldorado
- 1990 Charly
- 1990 Erst ein Cappuccino
- 1991 Antonio
- 1991 Alle Sterne von Athen
- 1992 Caballero Caballero
- 1993 Er schenkte mir den Eiffelturm
- 1993 Ich will nicht länger Dein Geheimnis sein
- 1993 Da war das Feuer einer Sommernacht
- 1994 Tango mit Fernando
- 1994 Avanti, Avanti
- 1995 Und die Erde steht still
- 1995 Hörst Du denn noch immer Al Martino
- 1996 Stimmen der Nacht
- 1996 Verdammt zur Sehnsucht
- 1996 Dann bist Du für mich da
- 1997 Ein Hauch Jamaica
- 1997 Gib nicht auf (w duecie z Drafi Deutscherem)
- 1998 Schiffbruch in meiner Seele
- 1998 Es kribbelt und es prickelt
- 1999 Hey, ich such’ hier nicht den größten Lover (niemiecka wersja You’re the Greatest Lover)
- 1999 Ganz schön sexy
- 1999 Mein kleiner Prinz (w duecie z Jeanette Biedermann)
- 2000 Rio de Janeiro
- 2000 Männer sind doch schließlich zum Vergnügen da
- 2001 Unverschämte blaue Augen
- 2001 Davon stirbt man nicht
- 2001 Du gehst mir langsam unter die Haut
- 2002 Latino, Latino
- 2002 Wahre Lügen
- 2002 Auf dünnem Eis getanzt
- 2003 Fliegst Du mit mir zu den Sternen
- 2004 Die Erde hat mich wieder
- 2004 Keine Nacht war zu viel
- 2004 Du bist verrückt, dass Du mich liebst
- 2005 Du machst eine Frau erst zur Frau
- 2005 Reden ist Silber und Küssen Gold
- 2006 Alles von mir
- 2006 Bin kein Engel
- 2006 Warum geh’n, wenn man fliegen kann
- 2007 Jimmy, ich hab’ Dich geliebt

### Albumy
- 1988 Musical, Musical, Musical
- 1991 Kristina Bach
- 1993 Ein bisschen näher zu Dir
- 1994 Rendezvous mit dem Feuer
- 1996 Stimmen der Nacht
- 1997 Es kribbelt und es prickelt
- 1999 Ganz schön frech
- 1999 Tausend kleine Winterfeuer
- 2001 Scharf auf’s Leben
- 2002 Liebe, was sonst!
- 2004 Leb Dein Gefühl
- 2005 Alles von mir
- 2006 Die 1002. Nacht